# Gasvakt
Gasvakt kan hänsyfta till följande:
- Gasvakt är en apparat som har samma funktion som en brandvarnare men känner av gas istället. Gasvakter används ofta på segelbåtar där ett gasolkök är installerat.

- Gasvakt är ett viktigt skydd för transformatorer. Gasvakten sitter mellan oljetanken och expansionskärlet och löser ut brytare vid snabb gasutveckling i oljetanken. Långsam gasutveckling föranleder att gasvakten avger en larmsignal. Gasvakten är ett enkelt och tillförligt skydd som tillsammans med differentialskyddet är transformatorns viktigaste.